# Uroptychus magnispinatus
Uroptychus magnispinatus är en kräftdjursart som beskrevs av Baba 1977. Uroptychus magnispinatus ingår i släktet Uroptychus och familjen Chirostylidae. Inga underarter finns listade i Catalogue of Life.